# Olga Fjodorovna Romanova orosz nagyhercegné
Olga Fjodorovna (oroszul: Oлгa Фёдоровна), született Cecília Aguszta (németül: Cäcilie Auguste; Karlsruhe, 1839. október 2. – Harkov, 1891. április 12.), a Zähringen-házból származó badeni hercegnő, aki Mihail Nyikolajevics Romanov orosz nagyherceggel kötött házassága révén orosz nagyhercegné és a Kaukázus helytartónéja.

## Élete

### Származása és gyermekkora
Cecília hercegnő Karlsruhéban, a badeni hercegek székhelyén született Lipót badeni nagyherceg és Zsófia Vilma svéd királyi hercegnő nyolcadik, legifjabb gyermekeként. Létezett egy olyan rosszindulatú pletyka, mely szerint Cecília hercegnő édesapja nem I. Lipót nagyherceg, hanem egy zsidó férfi volt. Ez később egész házasságára rányomta a bélyegét, ugyanis a cári család tagjai között sokan antiszemita nézeteket vallottak.
1848-ban a badeni forradalom alatt a nagyhercegi családnak menekülnie kellett, és noha 1849-ben az uralkodóház visszatért a trónra, a forradalmi események mélyen érintették Cecília hercegnőt, és ezek hatására lett a liberálisabb eszmék híve és támogatója. Oktatására szülei nem fordítottak sok gondot, ennek ellenére udvarhölgyei úgy írták le, mint rendkívül intelligens nőt.

### Házassága és gyermekei
1857. augusztus 28-án Szentpétervárott feleségül ment Mihail Nyikolajevics orosz nagyherceghez. Az esküvő előtti napon az orosz szokásoknak megfelelően Cecília hercegnő áttért az orosz ortodox hitre, és felvette az „Olga Fjodorovna” nevet. Új nevét Mihail Nyikolajevics nagyherceg választotta számára állítólag azért, mert nem szerette a Cecíliát. A párnak hét gyermeke született:
- Nyikolaj Mihajlovics nagyherceg (1859–1919), kivégezték a bolsevikok
- Anasztaszija Mihajlovna nagyhercegnő (1860–1922), házassága révén Mecklenburg–Schwerin nagyhercegnéje
- Mihail Mihajlovics nagyherceg (1861–1929), morganatikus házassága miatt száműzték
- Georgij Mihajlovics nagyherceg (1863–1919), kivégezték a bolsevikok
- Alekszandr Mihajlovics nagyherceg (1866–1933)
- Szergej Mihajlovics nagyherceg (1869–1918), kivégezték a bolsevikok
- Alekszej Mihajlovics nagyherceg (1875–1895), fiatalon elhunyt.

A házasság szerelmi frigy volt; Mihail Nyikolajevics és Olga Fjodorovna kapcsolatát végig harmónia jellemezte, melyet az is bizonyít, hogy I. Miklós cár fiai közül egyedül Mihail nagyherceg maradt hűséges hitveséhez. A pár Oroszországban közkedveltségnek örvendett, maga Viktória királynő is nagyon kedvelte őket, és úgy jellemezte Olga Fjodorovnát, mint aki „igen jó humorú, vidám és kellemes”. A nagyhercegné hamar beilleszkedett új hazájába, és a Romanov család egyik fontos tagjává vált, noha a családban nem örvendett nagy népszerűségnek, és emiatt a nagyhercegné igyekezett minél kevesebb időt tölteni Szentpétervárott. Remek megfigyelő hírében állt, és szeretett tisztában lenni az aktuális eseményekkel. „Szokatlanul okos nő, aki éles kritikai érzékkel is rendelkezik. Bizonyos körökben félték gúnyos, de meglepő és találó megjegyzéseit. Én személyesen csak kedves figyelmességét és tapintatát tapasztaltam…”  – emlékezett meg róla udvarhölgyeinek egyike. Olga Fjodorovna igen szigorú szülőnek bizonyult, gyermekeit katonásan, spártai szigorban nevelte fel.

### Kaukázusi helytartónéként
1862-ben Mihail nagyherceg lett a Kaukázus helytartója, és a család ennek megfelelően odaköltözött. Tifliszi palotájukban született meg hét gyermekük közül négy. Helytartónéként Olga Fjodorovna aktívan részt vett a közéletben, ő alapította meg az első kaukázusi leányiskolát és több leánynevelő intézetet. A gyógyászat iránt is érdeklődött; ez különösen az 1877–78-as orosz–török háború alatt mutatkozott meg. Liberális eszméi nagy hatással voltak férjére, aki ezeknek megfelelő politikát folytatott. Miután Mihail Nyikolajevicset közel húsz év elteltével elmozdították helytartói pozíciójából, a család visszatért Szentpétervárra.
A nagyhercegné kora előrehaladtával egyre gyakrabban panaszkodott gyenge egészségi állapotára; jóformán a kor összes európai fürdővárosában megfordult hatásos gyógymódot keresve. Fia, Mihail Mihajlovics nagyherceg rangon aluli házasságának hírére egészsége súlyosan megrendült, s ezt orvosolandó 1891. április 9-én a Krímbe indult gyógykezelésre, ám rosszul lett, és még aznap este visszatért Harkovba, ahonnét reggel elindult. Orvosokat hívtak hozzá, akik átszállították a cár várótermébe. Olga Fjodorovna nagyhercegné két napig maradt ott, cselédei társaságában, mígnem végül április 12-én elhunyt.